# 葡萄牙的烏拉卡
葡萄牙的烏拉卡（Urraca de Portugal，1148年—1211年），葡萄牙國王阿方索一世的女兒，嫁給萊昂國王費爾南多二世，成為萊昂王后。她是阿方索九世的母親。後來烏拉卡和費爾南多二世的婚姻被教宗廢除，烏拉卡成為修女。

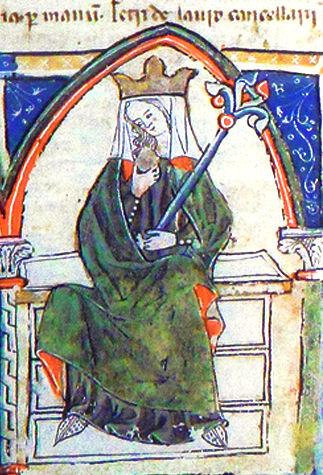
葡萄牙的烏拉卡